# Parafia św. Antoniego Padewskiego w Ostrołęce
Parafia pw. św. Antoniego Padewskiego w Ostrołęce – rzymskokatolicka parafia należąca do dekanatu Ostrołęka – św. Antoniego, diecezji łomżyńskiej, metropolii białostockiej. Parafia jest jednocześnie siedzibą dekanatu Ostrołęka - św. Antoniego, a jej proboszcz piastuje także funkcję dziekana i kustosza sanktuarium.

## Historia parafii
Do roku 1978 w Ostrołęce funkcjonowała jedna parafia erygowana w 1339 r. z fundacji księcia mazowieckiego Janusza przy kościele pw. Nawiedzenia NMP.
W dniu 1 września 1978 roku przeniesiono siedzibę parafii do kościoła św. Antoniego i odtąd parafia ostrołęcka otrzymała nazwę św. Antoniego, a dotychczasowy kościół parafialny Nawiedzenia NMP stał się na pewien czas kościołem filialnym, który z powrotem z dniem 1 stycznia 1982 uzyskał status kościoła parafialnego.
Kościół i zespół poklasztorny został gruntownie odremontowany w latach 1970-1988. W nocy z 13 na 14 marca 1989 r. wnętrze kościoła uległo znacznemu zniszczeniu podczas pożaru. Przywrócenie poprzedniego stanu kościoła nastąpiło dzięki ks. prob. Witoldowi Brulińskiemu w latach 1990-2000.

## Miejsca święte

### Kościół parafialny

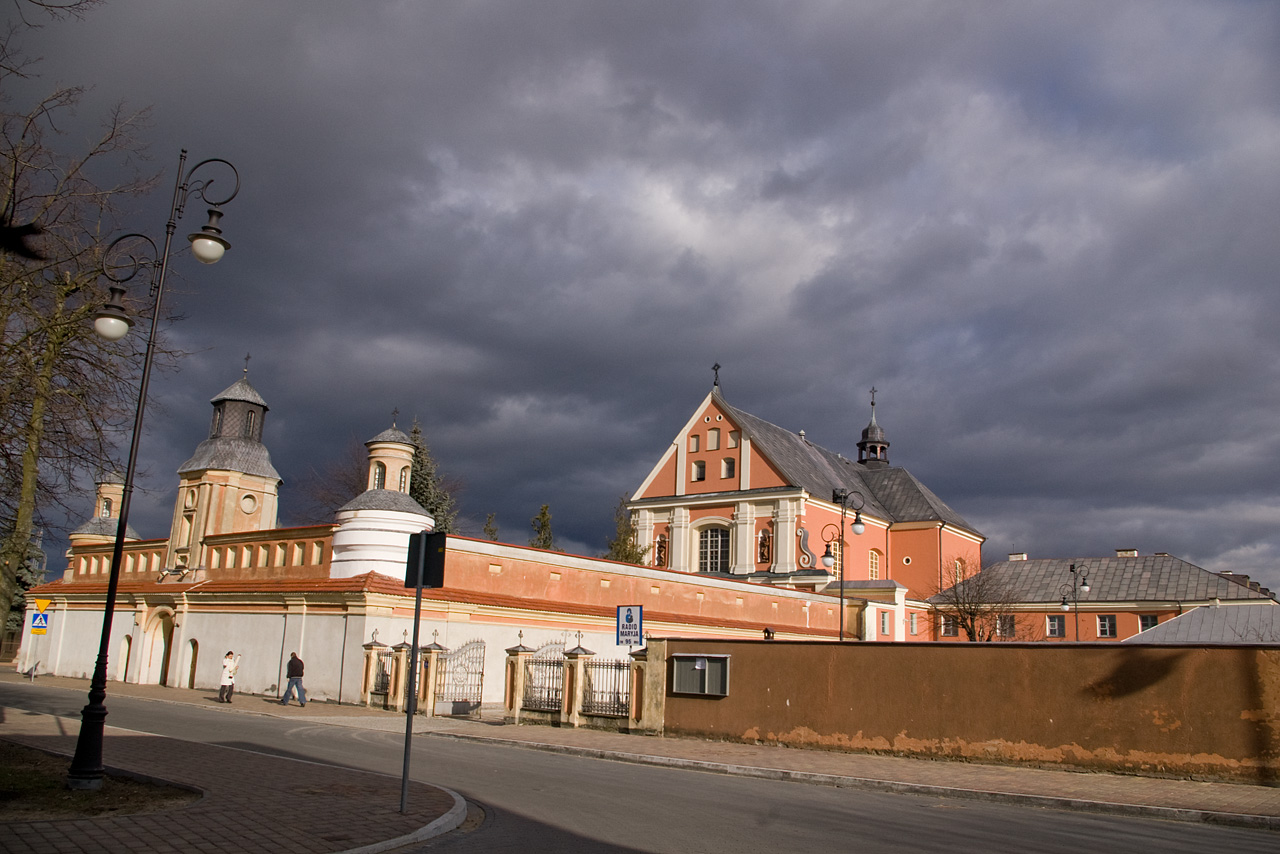
Kościół parafialny pw. św. Antoniego w Ostrołęce

Kościół pw. św. Antoniego w Ostrołęce został zbudowany w latach 1665 - 1696 i był konsekrowany w roku 1696 przez biskupa płockiego Andrzeja Chryzostoma Załuskiego. Do roku 1864 był własnością Zakonu Bernardynów, a następnie opiekę nad kościołem i klasztorem sprawowała diecezja. W roku 1927 kościół poklasztorny został przekazany miejscowej parafii pw. Nawiedzenia NMP.
13 czerwca 2010 r. kościół poklasztorny otrzymał miano sanktuarium.

### Plebania
Murowana plebania, została zbudowana w latach 1665-1696, która stanowi zabytek wpisany do rejestru jako część pobernardyńskiego zespołu klasztornego pod nr A-384 z dn. 5.12.1958 r. W czerwcu 2007 r. kościół uzyskał relikwie św. Antoniego, które zostały sprowadzone z Padwy.

## Obszar parafii
W granicach parafii znajdują się ulice Ostrołęki
- Baśniowa,
- Bernardyńska,
- Bliska,
- Bogusławskiego,
- Celulozowa,
- Celna,
- A. Chętnika,
- H. Dobrzańskiego,
- H. Kamieńskiego,
- Dzieci Polskich,
- T. Gocłowskiego,
- W. Gomulickiego, Gołębia,
- B. Głowackiego,
- Guliwera,
- Gen. Hallera,
- Insurekcyjna,
- J. Kamińskiego,
- J. Kilińskiego,
- J. Kolberga,
- M. Kopernika,
- Krótka,
- Kubusia Puchatka,
- 11 Listopada,
- Łąkowa,
- 26 Maja,
- A. Mickiewicza,
- Papiernicza,
- Parkowa,
- J. Piłsudskiego,
- I. Prądzyńskiego,
- J. Psarskiego,
- T. Rejtana,
- Starosty Kosa,
- S. Staszica,
- T. Sygietyńskiego,
- Szkolna,
- Targowa,
- Wodnika,
- Wójta Romy,
- Wygodna,
- Zaciszna,
- T. Zawadzkiego.

## Duszpasterze
Proboszczowie od roku 1918
- ks.Władysław Serejko (1918–1931);
- ks. Edmund Walter (1932–1940);
- ks. Eugeniusz Kłoskowski (1940–1945);
- ks. Eugeniusz Gosiewski (1945–1949);
- ks. Bronisław Tałandzewicz (1950–1970);
- ks. Józef Biernacki (1970–1988);
- ks. Czesław Roszkowski (1988–1989);
- ks. Witold Bruliński (1989–2006);
- ks. kan. dr Zdzisław Grzegorczyk (2006–obecnie).

Księża pochodzący z parafii od 1925 roku
- ks.Jan Załęski (1964),
- O. Antoni Paździorko CSSR (1978),
- O. Józef Paździorko CSSR (1979),
- ks. Zdzisław Golan (1982),
- ks. Waldemar Wojciechowicz (1984),
- ks. Jarosław Dąbrowski SAC (1991),
- ks. Krzysztof Wójcik SAC (1991),
- ks. Jerzy Kaczyński (1996),
- ks. Adam Kraszewski SAC (2001),
- o. Robert Orłowski CP (2011).